# Roofdierklasse (fregat)
De Roofdierklasse was een serie van 6 kleine fregatten, of kust-escorteschepen, die van 1954 tot 1984 bij de Koninklijke Marine gevaren hebben. Korte tijd is er een zevende schip (de Lynx) met roofdiernaam in dienst geweest, maar deze was van een ander ontwerp.

## Schepen
- F817 Wolf (1954-1984)
- F818 Fret (1954-1984)
- F819 Hermelijn (1954-1984)
- F820 Vos (1954-1984)
- F821 Panter (1954-1984)
- F822 Jaguar (1954-1983)
- F823 Lynx (1956-1961) (opmerking: zie hieronder)

## Achtergrond
Dit waren voormalige Patrol Craft Escorts (PCE) van de US Navy die in 1954, in het kader van het MDAP, aan Nederland zijn overgedragen. Bij de marine hielden de schepen zich vooral bezig met kustescorte-, kustwacht- en visserij-inspectietaken in de Noordzee. In 1984 zijn de schepen uit dienst gesteld.

## Lynx
De Lynx was geen PCE, maar een schip uit de Italiaanse Albatrosklasse. Het schip werd, eveneens onder MDAP, in Italië gebouwd en in 1956 bij de Koninklijke Marine in dienst gesteld. Het schip was een eenling en werd in 1961 alweer overgedragen aan de Italiaanse marine. Daar heeft het nog tot 1991 gevaren als F542 Aquila.